# Historische Weinberglandschaft Radebeul
Die Historische Weinberglandschaft Radebeul ist ein Denkmalschutzgebiet gemäß § 21 des Sächsischen Denkmalschutzgesetzes. Sie ist Bestandteil der sächsischen Stadt Radebeul und liegt damit in der Elbe-Landschaft Lößnitz. Die sich entlang der Radebeuler Steilhänge hinziehende Kulturlandschaft überdeckt sich zu großen Teilen mit der Weinbau-Großlage Radebeuler Lößnitz sowie auch mit dem Landschaftsschutzgebiet Lößnitz.

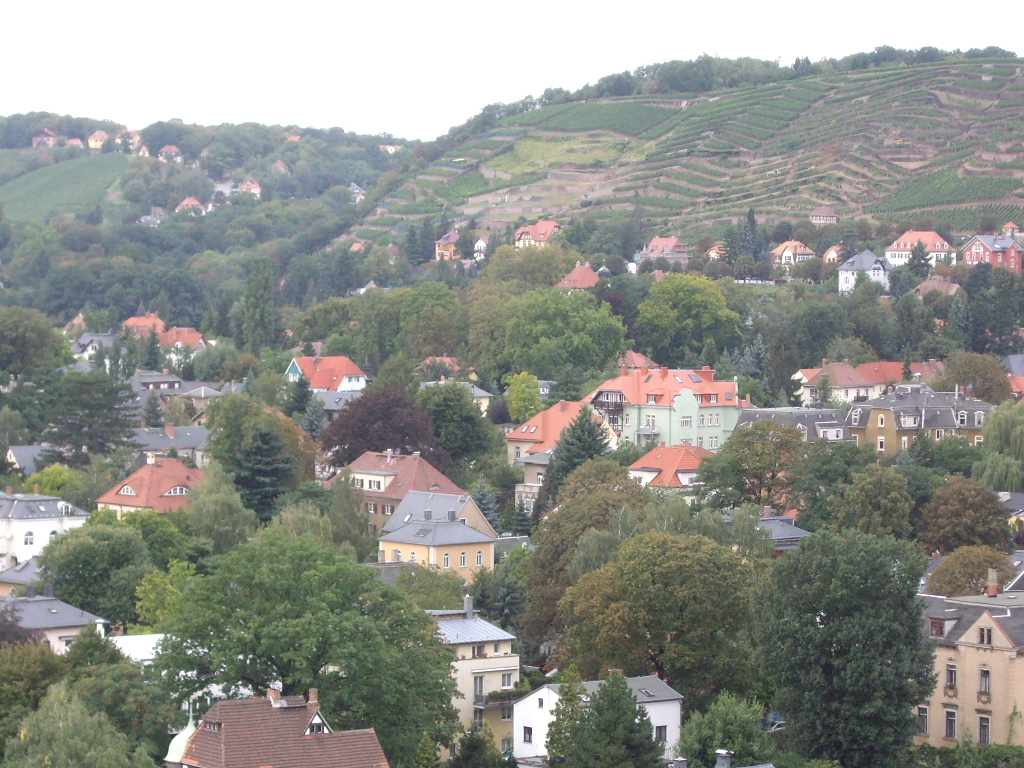
Blick von der Lutherkirche auf die Hänge der Weinberglandschaft. Links die Niederlößnitz mit dem Paradies, rechts die Oberlößnitz mit dem Goldenen Wagen. Dazwischen geht es in den Lößnitzgrund.

Die Satzung zur Historischen Weinberglandschaft Radebeul wurde am 27. Juli 2001 förmlich festgelegt.

## Lage

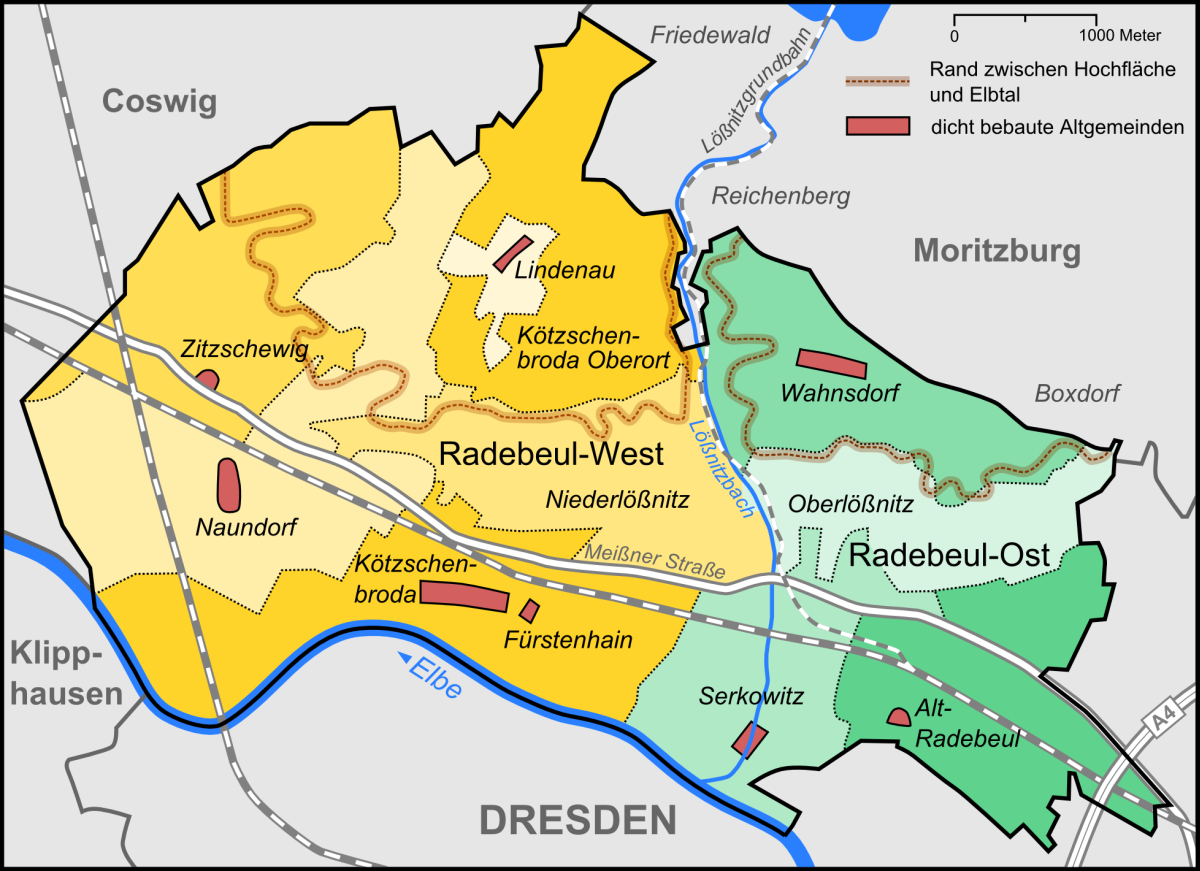
Radebeul: Braun eingezeichnet die Hangkante mit den Steillagen nach Süden. Mittig der Einschnitt des Lößnitzgrunds.

Die Weinberglandschaft beginnt an der östlichen Stadtgrenze. Der schmale Landschaftsstreifen besteht aus den etwa 70 bis 80 Höhenmetern des Steilanstiegs der Lausitzer Verwerfung, oberhalb derer die zur Lausitzer Platte gehörende Hochfläche liegt, während sich unterhalb die oberste Elbsandterrasse erstreckt.
Der Ober- und der Niederlößnitz folgend, verläuft das Satzungsgebiet in westlicher Richtung bis zum Kroatengrund, durchschnitten in Nord-Süd-Richtung durch den Lößnitzgrund und den Leimgrund. Den beiden Teilstücken östlich und westlich des Lößnitzgrunds entsprechen die Weinlagen Radebeuler Goldener Wagen und Radebeuler Steinrücken. Am Kroatengrund beziehungsweise der dort liegenden Oberen Johannisbergstraße/Kottenleite biegt das Denkmalschutzgebiet in nordwestliche Richtung ab und erstreckt sich bis an den westlichen Stadtrand. Dort in den Stadtteilen Naundorf und Zitzschewig liegt die Weinlage Radebeuler Johannisberg.
Die nördliche Begrenzung der Denkmallandschaft verläuft oberhalb der Hangkante entlang heute noch bestehender oder zumindest ehemaliger Weinberge. Die südliche Begrenzung folgt an vielen Stellen den historischen oberen Berggassen, die heute durch die Straßenführungen Augustusweg und Bennostraße in der Oberlößnitz, die Obere Bergstraße, Altfriedstein und Am Jacobstein in Niederlößnitz sowie die Mittlere Bergstraße in Zitzschewig gebildet werden; wobei sich unterhalb der Mittleren Bergstraße noch die Flächen des ehemaligen Bischoffsbergs erstrecken, während das Gebiet sich am Kynastweg nach Norden hin von der Mittleren Bergstraße entfernt.

## Leitbild und Abgrenzung
Die Präambel der Satzung beschreibt das Leitbild: 

„Das Gebiet der Lößnitzer Weinberghänge ist als Ausschnitt einer alten Kulturlandschaft im Elbtal von großer siedlungsgeschichtlicher Bedeutung. Der Weinanbau gab der Landschaft mit Einrichtung der Anbauflächen und Errichtung von Zweck- und Repräsentationsbauten ihr unverwechselbares Gepräge und beeinflusste die Entwicklung der Stadt Radebeul maßgeblich. Ziel und Aufgabe der Satzung ist es, den Charakter der Landschaft zu erhalten, die architektonischen Werte zu schützen und die weinbauliche Tradition zu pflegen.“

Die in § 1 der Satzung niedergelegten Gründe der Unterschutzstellung stellen dar, dass an der „Erhaltung der Landschaftsbilder sowie der Straßen-, Platz- und Ortsbilder […] aus landschaftsgestalterischen, städte-baulichen, historischen und künstlerischen Gründen ein öffentliches Interesse“ besteht. Der räumliche Geltungsbereich ist in einer als Anlage 1 beigegebenen Übersichtskarte im Maßstab 1:10.000 festgelegt, dessen maßgebliche Gebietsabgrenzungen in zwei Plänen der Anlage 2 im Maßstab 1:5.000 zeichnerisch dargestellt werden. Alle drei Karten sind Bestandteil der Satzung.

## Schutzgegenstand

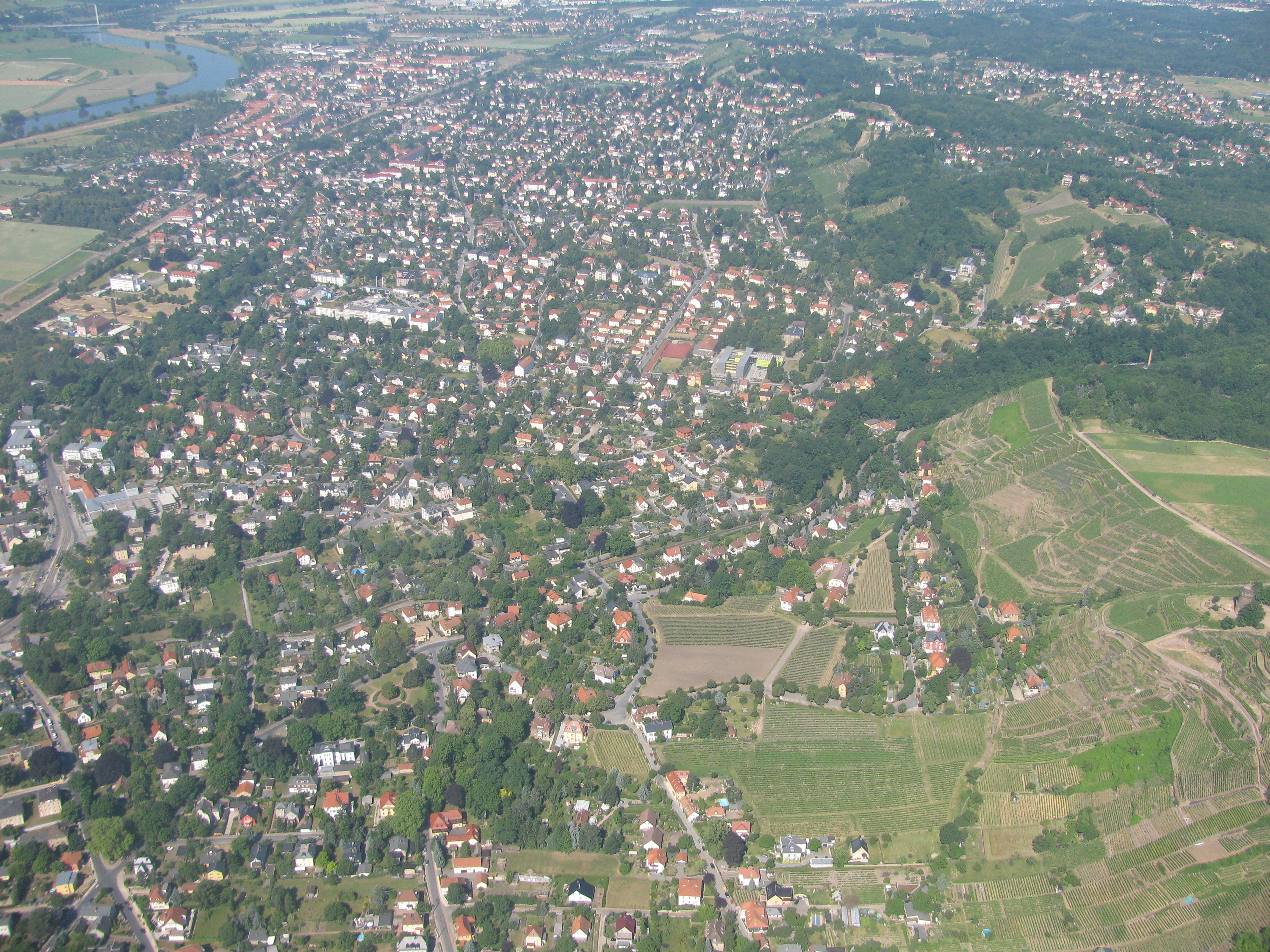
Blick auf Radebeul (unten ist Osten). Der Steilanstieg des Denkmalschutz-Gebiets verläuft von der rechten unteren Ecke (Oberlößnitz) bis zum oberen Bildrand (bei einem Drittel von rechts, dort Niederlößnitz). Der dunkle Grünzug in der rechten Bildmitte ist der Lößnitzgrund.

Gemäß der amtlichen Satzung besteht der folgende Gegenstand der Unterschutzstellung:
- „a) das überlieferte Erscheinungsbild der Lößnitzhänge als traditionelle Weinbaulandschaft mit Reb- und Anbauflächen auf nach Süden geneigten Geländeterrassen, Weinbergs- und Terrassenmauern in Trockenbauweise mit Naturstein - vorwiegend Syenit - sowie alle traditionellen Treppenanlagen am Hang“
- „b) die Einheit von Bauwerk und Landschaft innerhalb des Hangbereiches mit ihren historischen Schloßanlagen, Lusthäusern, dem Weinbau zugehörigen Neben- und Funktionsgebäuden wie Weinbergshäuschen, Pavillons, Presshäusern, Faß- und Vorratskellern sowie den typischen Winzerhäusern als einzeln stehende Wohnhäuser oder als Gesamtanlagen von Bauwerk-, Hof- und Gartenanlage im Bereich zwischen Hangkante und auslaufendem Hangfuß“
- „c) die aufgelockerte Bebauungsstruktur der historischen Villenviertel, vorwiegend aus der Zeit der zweiten Hälfte des 19. Jahrhunderts als repräsentative, künstlerisch gestaltete Wohnsitze des wohlhabenden Bürgertums, in ihren jeweiligen Maßverhältnissen von bebauter zu unbebauter Grundstücksfläche (Solitäre mit kleineren Nebengebäuden in künstlerisch und gartenarchitektonisch gestalteten Garten- und Parkbereichen)“
- „d) die überkommenen First- und Traufhöhen einer überwiegend zweigeschossigen Bebauung in vielfältigen, jedoch traditionellen Dachformen sowie die Abstandsflächen zu benachbarten Gebäuden in ihrer Verhältnismäßigkeit des typischen Bestandes der Umgebungsbebauung. Maßstab für die First- und Traufhöhen bildet die Talseite der Gebäude, wobei als Fußpunkt die Oberkante des gewachsenen Geländes zu betrachten ist.“
- „e) das traditionelle Erscheinungsbild der das Gebiet erschließenden Straßen, Wege und Plätze in ihrer vorhandenen Breite und ihrem Profil einschließlich ihrer traditionellen Oberflächengestalt und ortstypischen Bepflanzung häufig mit Alleecharakter“
- „f) die straßenzugewandten Grundstückseinfriedungen der Bebauung in ihrem überkommenen Charakter gemäß ihrer Entstehungszeit und ihres künstlerischen Anspruchs sowie ihrer landschaftsbezogenen Gestaltung“
- „g) die Park- und Gartenanlagen der Einzelhausbebauung mit Vor-, Seiten-, Haus- und Hofgarten einschließlich ihrer vielfältigen Ausstattungs- und Landschaftselemente wie z. B. Lauben und Pavillons, Terrassen, Pergolen, Wasserbecken, Brunnen, Freitreppen, Wintergärten, Stütz- und Konsolmauern, Schmuckelementen, Plastiken sowie Bepflanzung“
- „h) die für das Erscheinungsbild der historischen Weinbaulandschaft maßgebenden und diese prägenden Sichtbeziehungen innerhalb des Denkmalschutzgebietes und aus diesem heraus (siehe Eintragungen im Lageplan zum Satzungsgebiet):“ [dann folgen vier Unterpunkte mit Standorten, Blickbeziehungen und Hinweisen auf zugehöriges Fotomaterial]

## Begründung
Die achtseitige Begründung gliedert sich wie folgt auf:
1. Anlaß
2. Zielsetzung der Satzung
3. Kurze Gebietsbeschreibung
4. Siedlungsgeschichte
5. Entwicklungsgeschichte der Weinbaukulturlandschaft
6. Schutzgüter und Notwendigkeit der Satzung